# Seb Castro
Benjamín Brian Castro (nacido el 22 de diciembre de 1989), más conocido por su nombre artístico Sebastián Castro, es un actor, cantante y sensación de YouTube estadounidense. Es una celebridad de Internet con un número considerable de seguidores en el sudeste asiático.
Castro es más conocido por su vídeo musical viral de temática gay "Bubble", que obtuvo más de tres millones de visitas. "Bubble" llevó la fama de Castro a todo el sudeste asiático, más visiblemente en Filipinas e Indonesia.

## Primeros años y vida personal
Nacido en Long Island, Nueva York, Castro se crio en Nueva York y Georgia. A los 17 años, fue repudiado por sus padres (ambos testigos de Jehová) por ser homosexual, lo que lo llevó a financiar su educación de forma independiente en el Savannah College of Art and Design.
Sebastián Castro se declaró gay en el podcast filipino Beki Nights poco después de lanzar su video musical viral. Cuando se le preguntó por qué decidió salir del armario en el programa HOT TV de GMA Network, respondió: "Sé que hay muchas personas que tienen miedo de ser ellos mismos".
En 2014, Sebastián Castro y el ex reportero de ABS-CBN Ryan Chua reconocieron públicamente su relación a través de las redes sociales. Castro hizo el anuncio durante un viaje a Londres, donde Ryan estaba cursando un programa de maestría en la City University de Londres. Después de una relación pública de cuatro años, ambos se separaron en septiembre de 2017.
En abril del año siguiente, varios medios del mundo del espectáculo vincularon románticamente a Castro con el actor y presentador de televisión Paolo Ballesteros después de que aparecieran fotos de ellos juntos. Ninguno de los dos hizo comentarios públicos sobre los rumores. En junio, Castro reconoció que había terminado una relación, pero nunca identificó con quién era.

## Carrera
El 14 de febrero de 2013, el primer video musical de Castro, "Bubble", apareció en YouTube, obteniendo rápidamente más de 3 millones de visitas. Bubble popularizó aún más el loco baile "Bubble Pop", particularmente en Filipinas. El video musical fue la "salida del armario" de Sebastian Castro. Antes de lanzar el video musical homoerótico Bubble, Castro no había hablado abiertamente de su sexualidad.
Castro ha conseguido el patrocinio de varios productos importantes en el sudeste asiático, incluidos Jollibee, Pantene Hair y Sun Cellular. Fue incluido entre los Philippine Cosmopolitan Bachelors de 2012 y actualmente es patrocinador de Fujifilm, Durex, Cathy Valencia y Blued.
Después de haber sido elegido para varios papeles menores y secundarios en televisión y cine a lo largo de cinco años, Sebastian Castro apareció en su primer papel principal en el largometraje 4 Days (2017), una película independiente del director filipino Adolfo Alix Jr. 
La Sociedad de Cine PLM calificó la película como "una de las películas más inventivas del género en la memoria reciente", y agregó que "Mikoy Morales y Sebastian Castro se complementan en pantalla, Morales con su interpretación dura y desgarradora de Mark, y Castro llenando a Derek de reservas, dudas y una multitud de sentimientos tácitos".

## Filmografía

### Cine
| Año  | Título        | Papel             | Compañía                                                        |
| ---- | ------------- | ----------------- | --------------------------------------------------------------- |
| 2013 | Viaje         | Sebastián         | Estudios ArtWalker                                              |
| 2015 | Mrs.          | Chico Sonny       | Independiente, FLT Films Internacional                          |
| 2016 | 4 Days        | Derek Hernández   | Independiente                                                   |
| 2017 | Bar Boys      | Lcdo. Víctor Cruz | Producciones cinematográficas TropicFrills, películas cuánticas |
| 2018 | Bakwit Boys   | Óscar             | Producciones de entretenimiento T-Rex                           |
| 2018 | Urban Legends | León              | Independiente                                                   |